# Argus comú
L'argus comú (Argusianus argus) és un gran ocell de la família dels fasiànids (Phasianidae) que habita zones boscoses de la península de Malaca, Borneo i Sumatra. És l'única espècie viva del gènere Argusianus, si bé s'ha descrit també una segona espècie, Argus bipunctatus, basant-se en unes plomes trobades probablement a l'illa Tioman i que es considera extinta.